# Lockley Bay
Die Lockley Bay ist eine Bucht auf der Westseite der Wiencke-Insel im Palmer-Archipel westlich der Antarktischen Halbinsel. Sie liegt südwestlich der Caleta Carrasco. Ihre Einfahrt wird westlich durch den Lockley Point begrenzt.
Im Zuge der Operation Tabarin wurde sie 1945 als Davies Bay nach Gwion (genannt „Taff“) Davies (1917–2005) benannt, allgemeiner Assistent bei dieser Unternehmung im Port Lockroy von 1943 bis 1944 und in der Hope Bay von 1944 bis 1945. Das UK Antarctic Place-Names Committee benannte sie dagegen 2006 in Anlehnung an die Benennung der gleichnamigen Landspitze. Deren Namensgeber ist Gordon Joseph Lockley (* 1916), der von 1944 bis 1945 gleichfalls an der Operation Tabarin beteiligt war sowie anschließend als Biologe, Meteorologe und Leiter der Station des Falkland Islands Dependencies Survey am Port Lockroy fungiert hatte.